# Henri Patin
Henri Patin (* 21. August 1793 in Paris; † 19. Februar 1876 ebenda) war ein französischer Altphilologe und Mitglied der Académie française.

## Leben
Henri-Joseph-Guillaume Patin besuchte ab 1811 die École normale supérieure, war Schüler von Abel-François Villemain und bestand 1814 die Agrégation im Fach Grammatik. Er wurde dort 1815 Dozent für Literatur (des Griechischen und Lateinischen). Von 1818 bis 1830 war er Gymnasiallehrer im Fach Rhetorik des Lycée Henri IV. 1830 wechselte er an die Sorbonne, wo er von 1832 bis zu seinem Tod als Professor für lateinische Dichtung wirkte (ab 1865 auch Dekan).
Der hohe Stellenwert der Altphilologie in dieser Zeit brachte ihm 1842 den Sitz Nr. 26 der Académie française ein. Dort wirkte er führend an dem (1894 nach dem vierten Band gescheiterten) Projekt eines historischen französischen Wörterbuchs mit und übernahm 1871 das zentrale Amt des Secrétaire perpétuel (Ständiger Sekretär).
Patin starb 1876 im Alter von 82 Jahren. Er ist nicht zu verwechseln mit Guy Patin.

## Werke (Auswahl)
- Mélanges de littérature ancienne et moderne. Hachette, Paris 1840.
- Études sur les tragiques grecs, ou Examen critique d’Eschyle, de Sophocle et d’Euripide, précédé d’une histoire générale de la tragédie grecque. 3 Bde. Hachette, Paris 1841–1843. (zahlreiche Auflagen, zuletzt Rodopi, Amsterdam 1970)
- (Vorwort) Dictionnaire historique de la langue française comprenant l’origine, les formes diverses, les acceptions successives des mots, avec un choix d’exemples tirés des écrivains le plus autorisés, publié par l’Académie française. Tome Ier. A–Act. Didot, Paris 1865. (Patins Avertissement von 1858)
- (Übersetzer) Oeuvres d’Horace. 2 Bde. Charpentier, Paris 1866.
- Études sur la poésie latine. 2 Bde. Hachette, Paris 1868–1869. (zahlreiche Auflagen)
- (Übersetzer) Lukrez: De la nature. Hachette, Paris 1876.
- Discours et mélanges littéraires. Hachette, Paris 1876.